# US Open 2015 – čtyřhra vozíčkářek
Obhájcem titulu soutěže čtyřhry vozíčkářek na newyorském US Open 2015 byl nejvýše nasazený japonsko-britský pár složený z 21leté Jui Kamidžiové a 23leté Jordanne Whileyové, který vypadl v semifinále.
Soutěž vyhrály nizozemské turnajové dvojky Jiske Griffioenová a Aniek van Kootová, které ve finále porazily nizozemsko-německou dvojici Marjolein Buisová a Sabine Ellerbrocková po dvousetovém průběhu 7–6 a 6–1.
30letá Griffioenová získala čtvrtý deblový titul z Flushing Meadows a 25letá van Kootová v této kategorii druhý. Do žebříčku okruhu NEC Tour si každá z nich připsala 800 bodů.

## Nasazení párů
1. Jui Kamidžiová /  Jordanne Whileyová (semifinále)
2. Jiske Griffioenová /  Aniek van Kootová (vítězky)

## Pavouk
| Legenda                                                       |                                                                        |                                                   |
| - Q – kvalifikant - WC – divoká karta - LL – šťastný poražený | - Alt – náhradník - SE – zvláštní výjimka - PR/SR – žebříčková ochrana | - w/o – bez boje - r – skreč - d – diskvalifikace |

|  | Semifinále | Semifinále                             | Semifinále                           | Semifinále | Semifinále |                                     |                                        | Finále | Finále | Finále | Finále | Finále |
|  |            |                                        |                                      |            |            |                                     |                                        |        |        |        |        |        |
|  | 1          | Jui Kamidžiová Jordanne Whileyová      | 7                                    | 1          | [6]        |                                     |                                        |        |        |        |        |        |
|  |            | Marjolein Buisová Sabine Ellerbrocková | 65                                   | 6          | [10]       |                                     |                                        |        |        |        |        |        |
|  |            | Marjolein Buisová Sabine Ellerbrocková | 65                                   | 6          | [10]       |                                     | Marjolein Buisová Sabine Ellerbrocková | 63     | 1      |        |        |        |
|  |            |                                        |                                      |            |            |                                     | Marjolein Buisová Sabine Ellerbrocková | 63     | 1      |        |        |        |
|  |            | 2                                      | Jiske Griffioenová Aniek van Kootová | 7          | 6          |                                     |                                        |        |        |        |        |        |
|  |            | 2                                      | Jiske Griffioenová Aniek van Kootová | 7          | 6          | Lucy Shukerová Kaitlyn Verfuerthová | 3                                      | 0      |        |        |        |        |
|  |            |                                        |                                      |            |            | Lucy Shukerová Kaitlyn Verfuerthová | 3                                      | 0      |        |        |        |        |
|  | 2          | Jiske Griffioenová Aniek van Kootová   | 6                                    | 6          |            |                                     |                                        |        |        |        |        |        |